# Juso-Hochschulgruppen
Die Juso-Hochschulgruppen (Juso-HSGn auch JHGn) sind der bundesweite Studierendenverband der SPD und der Jusos.

## Geschichte
Die Juso-HSGn entstanden nicht aus einer bundesweiten Gründungsinitiative heraus, sondern durch dezentrale Gründungen an den einzelnen Hochschulen – oftmals in Kooperation mit der örtlichen Juso-Gliederung. Die erste Juso-Hochschulgruppe wurde bereits 1969 an der Universität Gießen gegründet. Als Gründungsdatum des heutigen Bundesverbandes gilt der März 1973, als sich Juso-Gruppen von fünf Universitäten zu einem gemeinsamen Seminar trafen.
Die Gründung der Juso-Hochschulgruppen geschah an den einzelnen Hochschulen in Abgrenzung zum Sozialistischen Hochschulbund (SHB), der seit der Trennung der SPD vom Sozialistischen Deutschen Studentenbund (SDS) im Jahre 1960 die Sozialdemokratie an den Universitäten repräsentierte. Im Zuge der auslaufenden 1968er-Bewegung hatte der SHB das marxistische Konzept des Staatsmonopolistischen Kapitalismus (SMK) zur Grundlage seiner Politik gemacht. Das wurde sowohl von der SPD als auch von den von dort initiierten Juso-Hochschulgruppen abgelehnt. Abgelehnt wurde auch dessen prinzipielle Aktionseinheit mit dem DKP-nahen MSB Spartakus, also die Zusammenarbeit mit Kommunisten sowie die Strategie der „gewerkschaftlichen Orientierung“. Sich als „undogmatisch“ einordnende oder abweichenden marxistischen Konzepten wie der Strategie der Hannoveraner SOAK (siehe: Karl Nolle, Gerhard Schröder) folgende Jungsozialisten in der SPD fühlten sich deshalb vielerorts vom SHB nicht mehr vertreten. Die fünf Gründungs-Hochschulgruppen beschlossen, keine selbständige Studentenorganisation zu bilden, wie es der SDS gewesen war und der SHB war, sondern als Teil der Jungsozialisten ein integrierter Teil der SPD-Organisation zu sein. Das ermöglichte eine enge Anbindung an die Studenten- und Hochschulpolitik der Partei, wie sie in der Vergangenheit immer wieder zu großen Konflikten mit SDS bzw. SHB geführt hatte. Schon 1973 wurde mit Ottmar Schreiner (Universität des Saarlandes) erstmals ein Juso-Vertreter in den Vorstand des Verbandes Deutscher Studentenschaften gewählt. In den folgenden Jahren wurden die Juso-Hochschulgruppen zu einem der größten Studierendenverbände der Bundesrepublik. Bis heute sind sie mit bundesweit etwa 80 aktiven Gruppen eine konstante Größe.
Im Dezember 1974 erkannte der Juso-Bundesausschuss die Hochschulgruppen als Projektgruppe der Jusos an und erließ zugleich Richtlinien für deren Organisation. Über Namensgebung und -entzug sollten demnach die Juso-Bezirke entscheiden. Höchstes Beschlussgremium sollte ein zweimal jährliches Bundeskoordinierungstreffen (BKT) sein, beim Juso-Bundesvorstand wurde ein „Arbeitskreis Hochschule“ eingerichtet, dessen Mitglieder vom BKT gewählt wurden und der quasi die Aufgabe eines Hochschulgruppen-Bundesvorstandes wahrnahm. Ende der 1980er Jahre wurde der Arbeitskreis in „Bundeskoordinierungsausschuss (BuKA)“ umbenannt, Ende der 1990er Jahre schließlich in Bundesvorstand.
1975 traten einige SHB-Gruppen zu den Juso-Hochschulgruppen über und organisierten sich als Freudenberger Kreis, der weiterhin die Stamokap-Theorie vertrat. Damit waren alle drei linken Juso-Strömungen – der undogmatisch-reformsozialistische Mehrheitsflügel, der antirevisionistische und der Stamokap-Flügel – bei den Hochschulgruppen vertreten. 1989/1990 traten weitere SHB-Mitglieder und -Gruppen zu den Juso-Hochschulgruppen über – teils aus Protest gegen die halbherzige Stellungnahme der SHB-Führung gegen das Tiananmen-Massaker, teils im Zuge der Auflösung des SHB nach dem Mauerfall 1989.
1991 schloss sich der Bund Sozialdemokratischer Studierender (BSDS), der im Dezember 1989 im Zuge der Wende in der DDR entstanden war, mit den Juso-Hochschulgruppen zusammen.

## Strukturen
Die Juso-Hochschulgruppen sind formalrechtlich kein eigenständiger Verband, sondern eine Untergliederung der SPD bzw. ihres Jugendverbandes, der Jusos. Sie sind lokal an den einzelnen Hochschulen organisiert und entsenden zweimal pro Jahr bis zu zwei Delegierte zum Bundeskoordinierungstreffen (BKT). Diese können dort stellvertretend für ihre Hochschulgruppe eine Stimme abgeben. Dasselbe Prinzip gilt für die Landesebene. Die Mitgliedschaft bei den Juso-Hochschulgruppen ist nicht an eine SPD-Parteimitgliedschaft gebunden, jedoch ist der Anteil der SPD-Mitglieder bei den Juso-Hochschulgruppen groß.
Zur Koordination auf Bundesebene und Vertretung gegenüber der Öffentlichkeit wählt das Bundeskoordierungstreffen einmal jährlich einen fünf- bis neunköpfigen Bundesvorstand, der bis Ende der 1990er Jahre die Bezeichnung „Bundeskoordinierungsausschuss“ trug. Zur inhaltlichen Unterstützung und Beratung wählt das BKT einen Beirat aus Vertreterinnen und Vertretern nahestehender Organisationen und der SPD-Bundestagsfraktion, darunter der ehemaligen Wissenschaftsministerin Edelgard Bulmahn. Auch der hauptamtliche Bundesgeschäftsführer wird vom BKT gewählt.
Der Bundesverband der Juso-Hochschulgruppen erhält Gelder, Räumlichkeiten und eine Personalstelle beim SPD-Bundesverband. Die Juso-Hochschulgruppen werden zudem vom Verein Demokratie und Hochschule (VDUH) unterstützt. Der Verein besteht aus ehemaligen Mitgliedern der Juso-Hochschulgruppen und unterstützt den Verband mit Know-how und Geldern. Die Mitgliedschaft in diesem Verein ist nicht an eine Mitgliedschaft in der SPD oder den Juso-Hochschulgruppen gebunden.
Innerhalb des Verbands gilt eine sogenannte „harte“ Frauenquote, d. h. Redelisten, Vorstände und Delegationen müssen gleich viele Frauen wie Männer aufweisen.

## Inhalte
Die Juso-Hochschulgruppen machen sich nicht nur für bildungs-, sozial- und wissenschaftspolitische Veränderungen stark, sondern betrachten gleichzeitig die gesamtgesellschaftlichen Zusammenhänge. So trat man für eine „arbeitnehmerorientierte Wissenschaft“ ein und gründete in den Achtzigern die Initiative „Gesellschaftswissenschaftler für die 35-Stunden-Woche“.
Inhaltliche Schwerpunkte der heutigen Verbandsarbeit sind der Einsatz für das gebührenfreie Studium, mehr Durchlässigkeit im gesamten Bildungssystem, der Ausbau des BAföG (Drei-Körbe-Modell), die Gleichstellung aller Geschlechter, die Demokratisierung der Hochschulen und eine qualitative Studienreform.
Neben den klassischen hochschulpolitischen Themen öffnet sich der Verband auch gegenüber neueren Entwicklungen in der Gesellschaft, wie z. B. bei der Positionierung zu tierschutz- und tierrechtspolitischen Themen oder der Flüchtlingspolitik.